# 대한민국 민법 제574조
대한민국 민법 제574조는 수량부족, 일부멸실의 경우와 매도인의 담보책임에 대한 민법 채권법 조문이다.

## 조문
제574조(수량부족, 일부멸실의 경우와 매도인의 담보책임) 전2조의 규정은 수량을 지정한 매매의 목적물이 부족되는 경우와 매매목적물의 일부가 계약당시에 이미 멸실된 경우에 매수인이 그 부족 또는 멸실을 알지 못한 때에 준용한다.

第574條(數量不足, 一部滅失의 境遇와 賣渡人의 擔保責任) 前2條의 規定은 數量을 指定한 賣買의 目的物이 不足되는 境遇와 賣買目的物의 一部가 契約當時에 이미 滅失된 境遇에 買受人이 그 不足 또는 滅失을 알지 못한 때에 準用한다.

## 참고 문헌
- 오현수, 일본민법, 진원사, 2014. ISBN 978-89-6346-345-2
- 오세경, 대법전, 법전출판사, 2014 ISBN 978-89-262-1027-7
- 이준현, LOGOS 민법 조문판례집, 미래가치, 2015. ISBN 979-1-155-02086-9